# Стрижак, Трофим Николаевич
Трофим Николаевич Стрижак (бел. Трафім Мікалаевіч Стрыжак) — советский хозяйственный, государственный и политический деятель. Заслуженный работник культуры БССР (1980).

## Биография
Родился в 1911 году в селе Заспа. Член КПСС.
С 1932 года — на хозяйственной, общественной и политической работе. В 1932—1980 гг. — ответственный комсомольский и педагогический работник, ответственный работник аппарата ЦК ЛКСМБ, 1-й секретарь Белостокского обкома ЛКСМБ, партизан Великой Отечественной войны, секретарь Минского обкома ЛКСМБ, 1-й секретарь Белостокского подпольного обкома ЛКСМБ, член Белостокского подпольного обкома КП(б)Б, партийный и советский работник в Белорусской ССР, заместитель председателя, председатель правления Белкоопсоюза.
Постановлением Госсовета ПНР от 17.01.1964 за номером 0/27 был удостоен Золотого Креста ордена Virtuti Militari.
Избирался депутатом Верховного Совета Белорусской ССР 8-го и 9-го созывов.
Умер в 2005 году.

## Награды и звания
- Орден Ленина
- Орден Октябрьской Революции
- Орден Отечественной войны II степени
- Орден Трудового Красного Знамени
- Орден «Знак Почёта»
- Заслуженный работник культуры БССР (1980).